# Мејн селтикси
Мејн селтикси (енгл. Maine Celtics) амерички је кошаркашки клуб из Портланда у држави Мејн. Клуб се такмичи у НБА развојној лиги и тренутно је филијала НБА тима Бостон селтикси.

## Историја
Клуб је основан 2009. године.

## Филијала
- Шарлот бобкетси (2009—2012)
- Филаделфија севентисиксерси (2011—2012)
- Бостон селтикси (2009—данас)

## Успеси
- НБА развојна лига:
  - Финалиста (1): 2023/24.

## Познатији играчи
- Алекси Аженса
- Морис Алмонд
- Пол Дејвис
- Стефан Лазме
- Фаб Мело
- Џеј-Ар Ренолдс
- Маркус Смарт
- Кертис Џерелс